# Plead the Fifth
| Оценки критиков | Оценки критиков |
| Источник        | Оценка          |
| --------------- | --------------- |
| About.com       | [ 1 ]           |
| AbsolutePunk    | 78%             |
| AllMusic        | [ 3 ]           |
| Thrash Hits     | [ 4 ]           |

Plead the Fifth — пятый студийный альбом группы Taproot, издан 11 мая 2010 года

## Об альбоме
На Plead the Fifth группа решила отказаться от мелодичности "Blue-Sky Research" и от прогрессивности "Our Long Road Home" в пользу тяжелого и грязного стиля первых двух альбомов. 

Дата выхода: 11 мая 2010г.

Лейбл: Victory.

Формат носителя: CD.

## Список композиций
1. «Now Rise» — 3:26
2. «Game Over» — 3:29
3. «Fractured (Everything I Said Was True)» — 3:16
4. «Release Me» — 4:33
5. «Stolage» — 3:38
6. «911ost» — 3:07
7. «Trophy WiFi» — 3:49
8. «Words Don’t Mean A Thing» — 3:28
9. «Left Behind» — 3:42
10. «No View Is True» — 3:38
11. «Stares» — 4:11